# Estação Chucri Zaidan
A Estação Chucri Zaidan será uma estação de monotrilho da Linha 17–Ouro do Metrô de São Paulo, que atualmente encontra-se em construção, e deverá ligar a estação Morumbi da Linha 9–Esmeralda até o aeroporto na Estação Aeroporto de Congonhas, no distrito do Campo Belo.
A Estação Chucri Zaidan ficará localizada em uma confluência entre a Avenida Jornalista Roberto Marinho com a Avenida Doutor Chucri Zaidan (onde atenderá os estúdios televisivos da TV Globo São Paulo e a ETEC Jornalista Roberto Marinho), no bairro de Vila Cordeiro, distrito do Itaim Bibi, na Zona Sul de São Paulo.

## História
Inicialmente no planos de expansão do Metrô de São Paulo, a Linha 17–Ouro deveria ficar pronta até 2014, interligando-se à Estação São Paulo–Morumbi da Linha 4–Amarela, na época em que o Estádio Cícero Pompeu de Toledo era cogitado como umas das sedes para os jogos da Copa do Mundo de 2014.
Posteriormente, a promessa de entrega da linha foi postergada para 2016, final de 2017, 2018, dezembro de 2020 meados de 2021, 2º semestre de 2022, e agora após diversos adiamentos e problemas, 2º semestre de 2024 e agora 2026.
As obras da estação foram retomadas no dia 20 de junho de 2016, junto com as obras das estações Vila Cordeiro e Campo Belo. Na época, as obras da estações haviam ficado paralisadas por mais de um ano.

## Toponímia
Chucri Zaidan foi um médico de origem síria naturalizado brasileiro, nascido em Damasco, Império Otomano em 29 de outubro de 1891. Cursou medicina na Faculdade de Ciências Médicas da Universidade Americana de Beirute, tendo se formado em 1916. Foi oficial médico do exército otomano durante a Primeira Guerra Mundial, tendo sido feito prisioneiro pelo exército britânico, permanecendo no Egito até 1920. Emigrou para o Brasil em 1925 e foi um do primeiros médicos estrangeiros a conseguir revalidar o seu diploma no país. Radicou-se em São Paulo onde passou a exercer a medicina obstetrícia no Hospital Pró-Mater, ao mesmo tempo em que mantinha um consultório particular. Sua popularidade, por atender gratuitamente a população pobre, o fez receber em 1966 o título de Cidadão Paulistano da Câmara Municipal de São Paulo. Faleceu em 16 de setembro de 1980.
Em sua homenagem, a avenida, ao longo do dreno do Brooklin, recebeu o nome Doutor Chucri Zaidan através do Decreto Municipal nº 18.226 de 22 de setembro de 1982.

## Características
| Sigla | Estação       | Inauguração | Capacidade     | Integração               | Plataformas | Posição | Notas         |
| ----- | ------------- | ----------- | -------------- | ------------------------ | ----------- | ------- | ------------- |
| CZD   | Chucri Zaidan | 2026        | Não confirmada | Bilhete Único da SPTrans | Central     | Elevada | Em construção |